# Changé (Sarthe)
Changé is een gemeente in het Franse departement Sarthe (regio Pays de la Loire). De plaats maakt deel uit van het arrondissement Le Mans. Changé telde op 1 januari 2022 6.803 inwoners.
Bezienswaardigheden zijn het Kasteel van La Buzardière (15e eeuw, vergroot tijdens de 18e eeuw, met een kapel uit 1520) en de Sint-Martinuskerk (11e eeuw, vergroot in de 15e en de 18e eeuw).
Er was al bewoning in de Romeinse tijd maar de plaats werd pas voor het eerst vermeld in de Karolingische tijd.

## Geografie
De oppervlakte van Changé bedroeg op 1 januari 2022 35,06 vierkante kilometer; de bevolkingsdichtheid was toen 194 inwoners per km².
De autosnelweg A28 loopt door de gemeente.
De onderstaande kaart toont de ligging van Changé met de belangrijkste infrastructuur en aangrenzende gemeenten.

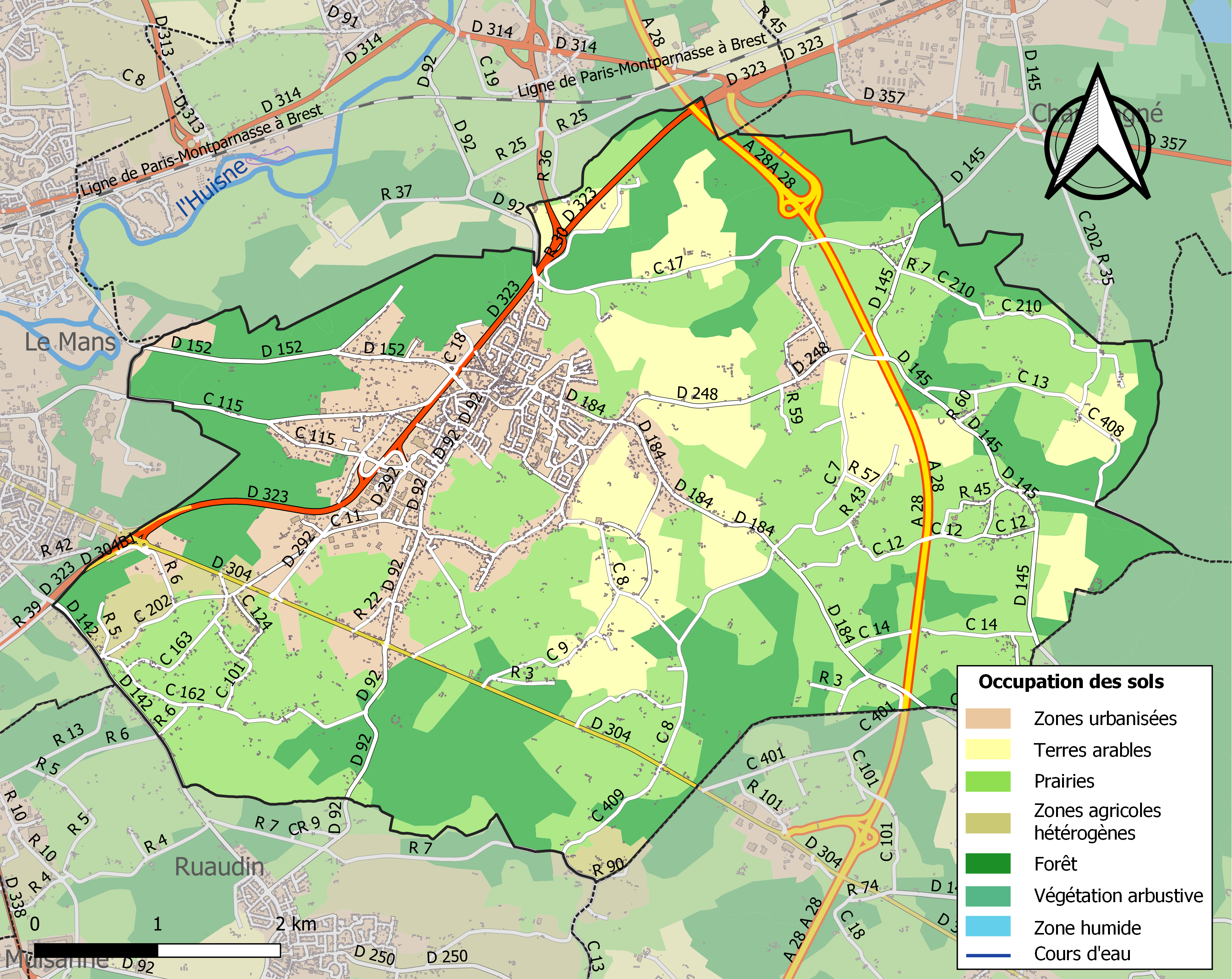

## Demografie
Onderstaande figuur toont het verloop van het inwonertal (bron: INSEE-tellingen).

## Afbeeldingen

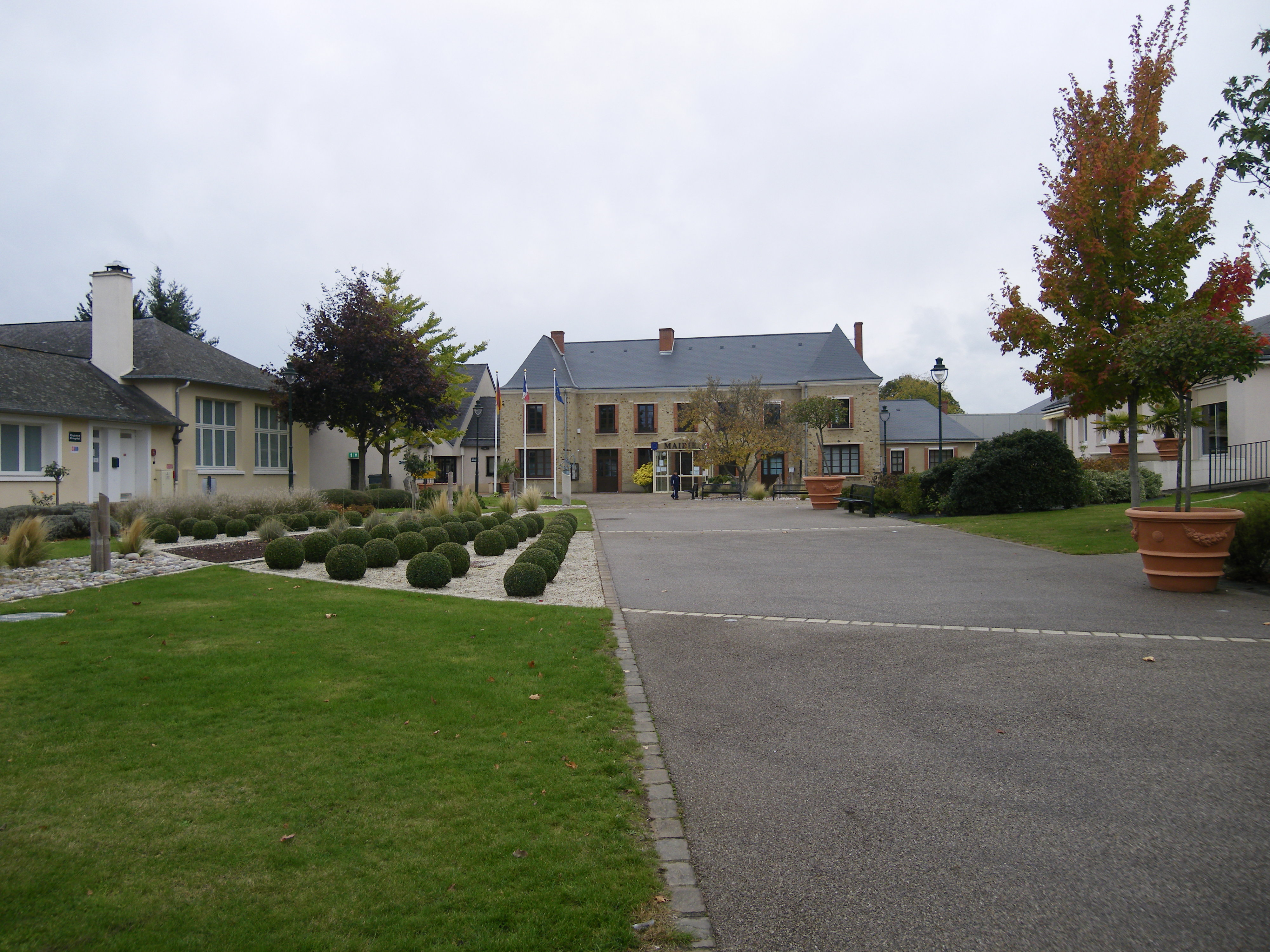
Gemeentehuis
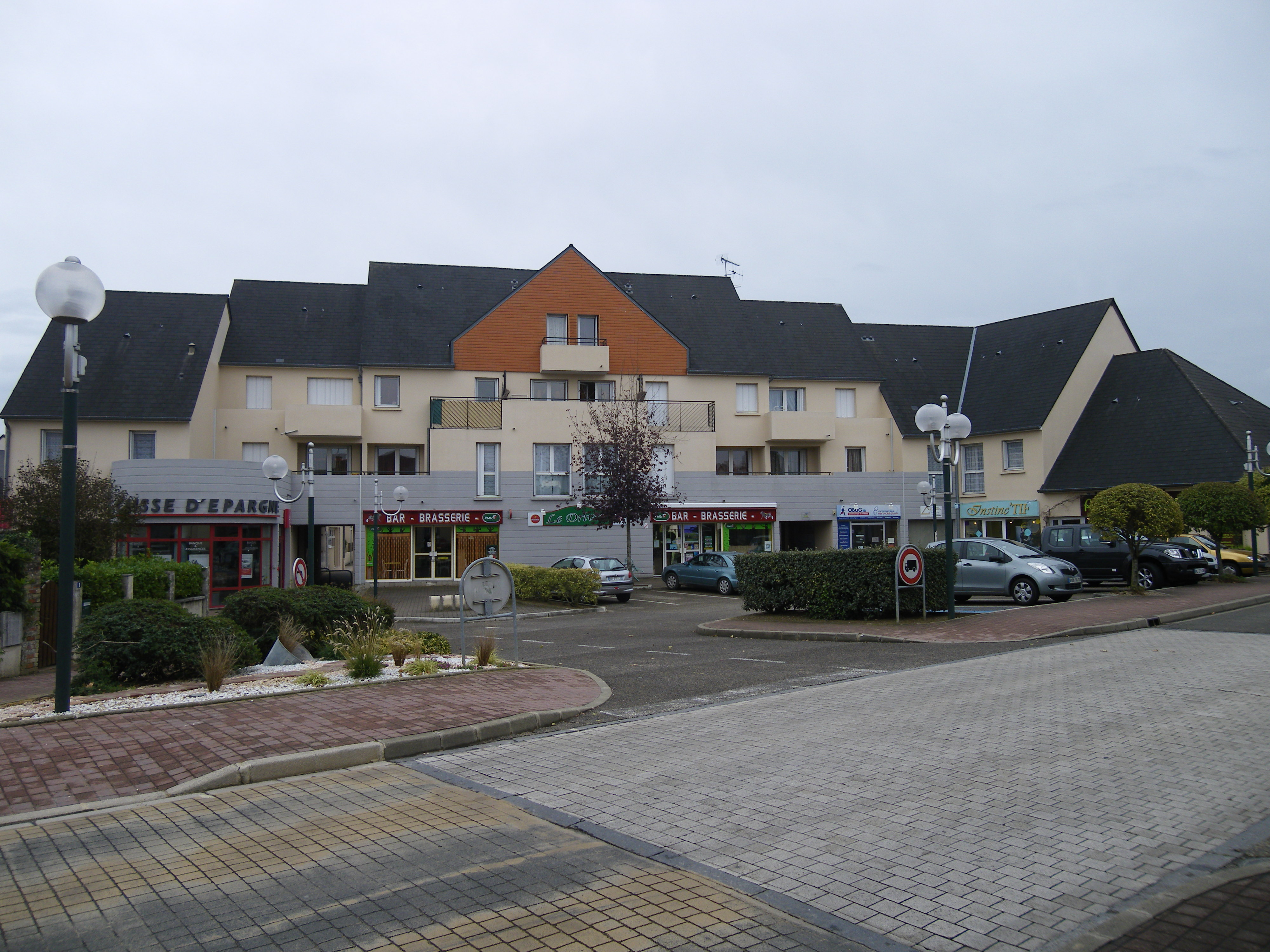
Winkels